# Georgia Old-Time Fiddlers’ Conventions

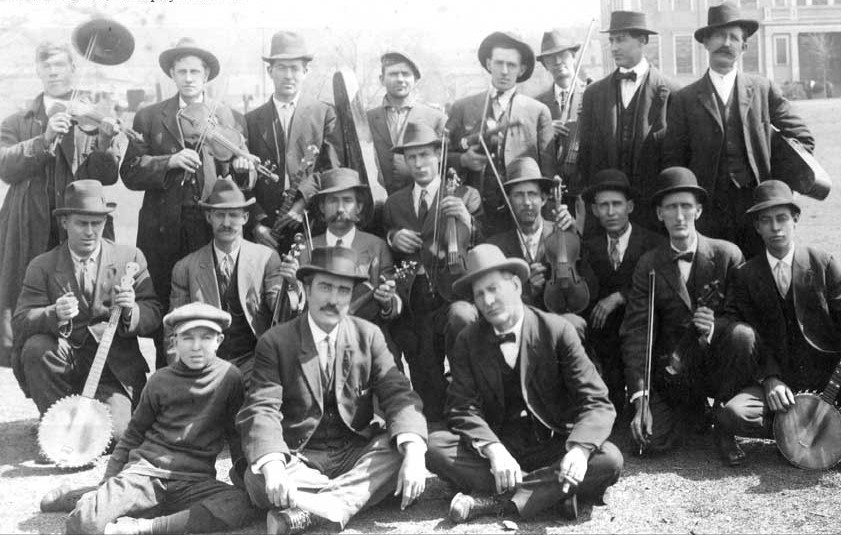
Die Fiddlers’ Convention 1914; ganz links (stehend) sieht man Gid Tanner und Fiddlin’ John Carson

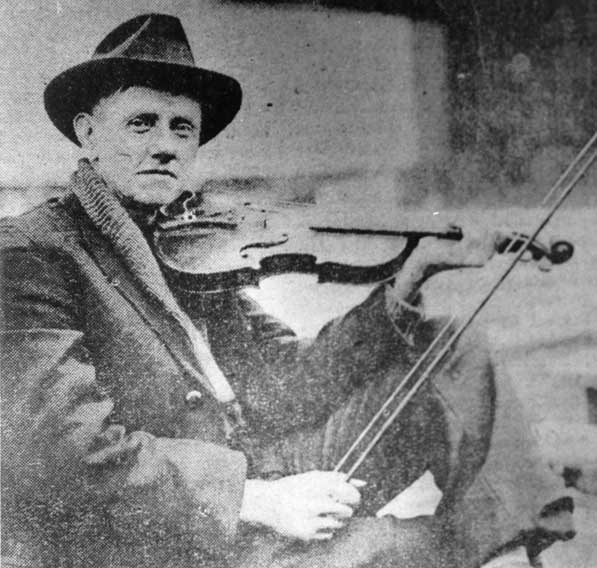
Fiddlin’ John Carson

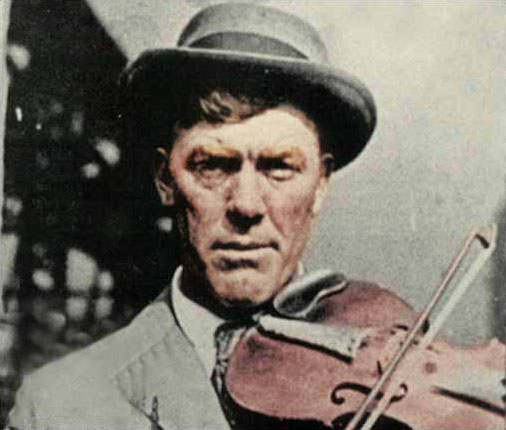
Gid Tanner

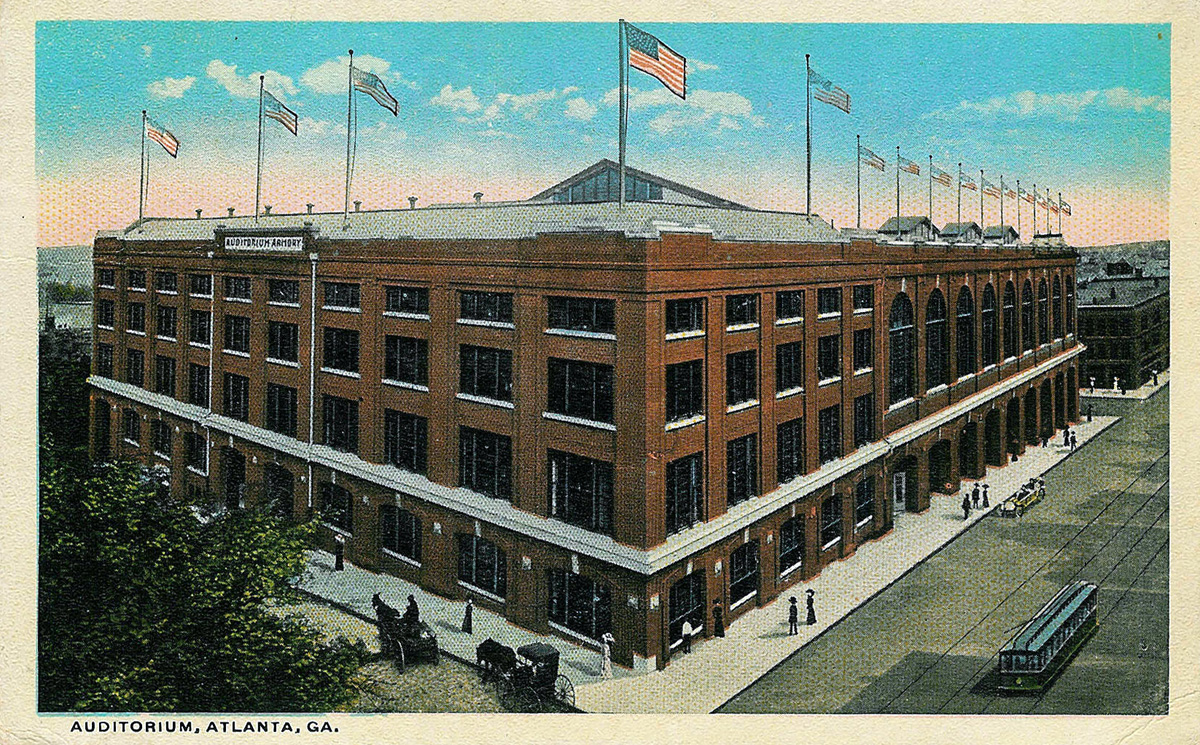
Atlanta Municipal Auditorium

Die Georgia Old-Time Fiddlers’ Conventions waren jährlich stattfindende Feste mit anschließendem Wettbewerb. Die Conventions wurden jedes Jahr an einem Donnerstag begonnen mit Konzerten der Fiddler, Bällen und Kabaretts. In der Samstagnacht traten die Fiddler gegeneinander an um den Titel des Best Fiddler of the State zu erhalten. Abgehalten wurde das Fest im Atlanta Municipal Auditorium.

## Geschichte
Die erste Fiddlers’ Convention wurde 1913 in Atlanta, Georgia abgehalten. Organisiert wurde die Veranstaltung damals von der Georgia Old-Time Fiddlers’ Association. Teilnehmer reisten aus ganz Georgia herbei, um an dem Wettbewerb teilzuhaben. Bekannte Musiker waren unter anderem Clayton McMichen, Fiddlin’ John Carson und Gid Tanner. Den ersten Wettbewerb gewann J.B. Singley. Über die Jahre wurden die Conventions immer beliebter und zogen das landesweite Interesse der Presse auf sich. Die antretenden Fiddler durften nur Liedern spielen, die nie irgendwo schriftlich festgehalten waren, was, den Leitern und Prof. Alecs Smart, einem einflussreichen Organisator der Conventions, nach sehr wichtig war. Zudem waren nur alte Fiddle-Melodien wie Soldier’s Joy, Bonaparte’s Retreat oder Old Joe Clark zugelassen; populäre Musik oder Jazz waren bis in die 1920er-Jahre vollkommen verboten, zur Unterhaltung durfte man auf den Abenden vorher, nicht jedoch zum Wettbewerb, Klassik, Pop oder Jazz spielen.
Mitte der 1930er Jahre ließ die Popularität jedoch nach, bis man sich 1935 dazu entschloss, die Veranstaltung einzustellen.

## Gewinner
- 1913: J. B. Singley
- 1914: Fiddlin’ John Carson
- 1915: Shorty Harper
- 1916: Shorty Harper
- 1917: John Silvey
- 1918: A. A. Gray
- 1919: F. B. Coupland
- 1920: R. M. Stanley
- 1921: A. A. Gray
- 1922: A. A. Gray
- 1923: Fiddlin’ John Carson
- 1924: Lowe Stokes
- 1925: Lowe Stokes
- 1926: Earl Johnson
- 1927: Fiddlin’ John Carson
- 1928: Gid Tanner
- 1929: A. A. Gray
- 1930: Joe Collins
- 1931: Anita Sorrells Wheeler
- 1932: unbekannt
- 1933: unbekannt
- 1934: Anita Sorrells Wheeler